# Dinius
Dinius ist ein litauischer männlicher Familienname, abgeleitet von Dinies, Dünnes.

## Herkunft
Der Familienname ist germanischer Herkunft (Antonius M. Gottschald, 1954, p. 169).

## Weibliche Formen
- Diniūtė (ledig)
- Diniuvienė (verheiratet)

## Namensträger
- Laimontas Dinius (* 1962), Komponist und Politiker